# Alacranes de Durango
Il Club Alacranes de Durango è una società calcistica messicana, con sede a Durango. Milita nella Tercera División, la quarta serie del calcio messicano.

## Rosa attuale
| N. |                    | Ruolo | Calciatore          |
| -- | ------------------ | ----- | ------------------- |
| 1  | Messico (bandiera) | P     | Edmundo Ríos        |
| 2  | Messico (bandiera) | D     | Alejandro Sosa      |
| 3  | Messico (bandiera) | C     | Erik Espinosa       |
| 4  | Messico (bandiera) | D     | Carlos Cárdenas     |
| 5  | Messico (bandiera) | C     | Tomás Domínguez     |
| 6  | Messico (bandiera) | D     | Omar Maldonado      |
| 7  | Messico (bandiera) | A     | Raymundo Torres     |
| 8  | Messico (bandiera) | C     | Ángel Fredi Díaz    |
| 9  | Messico (bandiera) | A     | Eder Pacheco        |
| 10 | Messico (bandiera) | A     | Iñigo Rey           |
| 11 | Messico (bandiera) | C     | Alberto Arvizu      |
| 12 | Messico (bandiera) | C     | Enrique Vizcarra    |
| 13 | Messico (bandiera) | D     | Yamet Asael Pérez   |
| 14 | Messico (bandiera) | D     | Miguel Ángel Valdéz |

| N. |                    | Ruolo | Calciatore             |
| -- | ------------------ | ----- | ---------------------- |
| 15 | Messico (bandiera) | D     | Rodolfo Collazo        |
| 17 | Messico (bandiera) | C     | Jesús Salazar          |
| 19 | Messico (bandiera) | A     | Edgar Alejandro García |
| 20 | Messico (bandiera) | D     | Paulo Serafín          |
| 21 | Messico (bandiera) | C     | Claudio Vázquez        |
| 22 | Messico (bandiera) | D     | Eduardo Zamora         |
| 23 | Messico (bandiera) | D     | Daniel Duarte          |
| 24 | Messico (bandiera) | C     | Ángel Velázquez        |
| 25 | Messico (bandiera) | P     | Milton Aguilar         |
| 26 | Messico (bandiera) | A     | Jairo Bustos           |
| 28 | Messico (bandiera) | C     | Edgar Hidalgo          |
| 30 | Messico (bandiera) | P     | Edgar Salcedo          |
| 58 | Messico (bandiera) | C     | Osvaldo Martínez       |

## Palmarès
- Segunda División de México: 2
  - Invierno 1998
  - Verano 1999